# František Plass
František Plass (18. dubna 1944 – 5. května 2022) byl český fotbalista a trenér, československý reprezentant.

## Život
Byl dvakrát ženatý. Měl dva syny a dceru a žil v Městě Touškově v okrese Plzeň-sever.

## Fotbalová kariéra
Za československou reprezentaci odehrál v letech 1968–1972 jedenáct utkání. Výrazně přispěl k postupu na mistrovství světa do Mexika roku 1970, na šampionát však nominován nebyl. Pozici reprezentačního stopera si vybojoval i jako hráč méně úspěšné Škody Plzeň, která byla během jeho reprezentační kariéry i druholigová. Hrál v ní v letech 1963–1976. Poslední sezónu kariéry (1976-1977) strávil v Rudé hvězdě Cheb. Český sportovní novinář a historik Zdeněk Šálek o něm v encyklopedii Slavné nohy napsal: „Vysoký, technicky vybavený a s přehledem hrající hráč. Pro svůj vynikající fyzický fond, nezdolnou vůli jít za každým míčem a pro schopnost orientovat se při zrodu nadějných a mnohdy klíčových situací se stal klasickým volným hráčem v zadních řadách. Funkci libera dokonale plnil v mateřském klubu, s menším štěstím však v reprezentaci. I přesto sehrál mnoho mezistátních utkání s plným úspěchem.“

## Ligová bilance
| Ročník                                     | Zápasy | Góly | Klub          |
| ------------------------------------------ | ------ | ---- | ------------- |
| 1. československá fotbalová liga 1962/1963 | 2      | 0    | Spartak Plzeň |
| 1. československá fotbalová liga 1967/1968 | 26     | 2    | Škoda Plzeň   |
| 2. československá fotbalová liga 1968/1969 | -      | -    | Škoda Plzeň   |
| 2. československá fotbalová liga 1969/1970 | -      | -    | Škoda Plzeň   |
| 1. československá fotbalová liga 1970/1971 | 30     | 5    | Škoda Plzeň   |
| 2. československá fotbalová liga 1971/1972 | -      | -    | Škoda Plzeň   |
| 1. československá fotbalová liga 1972/1973 | 29     | 2    | Škoda Plzeň   |
| 1. československá fotbalová liga 1973/1974 | 30     | 4    | Škoda Plzeň   |
| 1. československá fotbalová liga 1974/1975 | 30     | 2    | Škoda Plzeň   |
| 1. československá fotbalová liga 1975/1976 | 16     | 1    | Škoda Plzeň   |
| 2. československá fotbalová liga 1976/1977 | -      | -    | RH Cheb       |
| CELKEM 1. liga                             | 163    | 16   |               |

## Trenérská kariéra
V RH Cheb zahájil svou kariéru trenérskou, která pokračovala ve Škodě Plzeň, Chmelu Blšany, Dukle Praha či Armaturce Ústí.